# Stazione di Bogliasco
La stazione di Bogliasco è una fermata ferroviaria posta sulla linea Pisa-Genova a servizio dell'omonimo centro abitato, primo comune successivo a Genova nella Riviera di Levante.

## Storia
La fermata fu attivata il 23 novembre 1868 contestualmente all'inaugurazione della ferrovia Genova-Chiavari; il raddoppio della tratta Nervi-Pieve di Sori (poi Pieve Ligure), su cui insiste la fermata di Bogliasco, avvenne il 22 febbraio 1917.
L'elettrificazione del binario in corrente alternata trifase 3600 V 16,7 Hz fu attivata nel 1925, mentre la conversione in corrente continua 3000 V risale al 1948.

## Strutture e impianti
Il fabbricato viaggiatori si compone di due livelli di cui quello posto a piano terra è aperto al pubblico.
I locali del fabbricato viaggiatori ospitano la sala di attesa e la sede della locale Pro Loco.
Sono presenti altri edifici minori che ospitano i locali tecnici di Rete Ferroviaria Italiana, società cui è affidata la gestione della linea.
Il piazzale è composto da due binari entrambi passanti: il binario 1 viene utilizzato usualmente dai treni in direzione Genova mentre al binario 2 fermano i treni per il levante.
Le banchine di entrambi i binari sono fisicamente interrotte dal passaggio della strada carrabile attraverso un passaggio a livello; la stessa particolarità è presente anche nella vicina stazione di Pontetto.

## Movimento
La fermata è servita dai treni regionali svolti da Trenitalia nell'ambito del contratto di servizio stipulato con la Regione Liguria.

## Servizi
La fermata dispone di:
- Biglietteria automatica

## Interscambi
Nell'area è presente una fermata a servizio dell'autolinea Genova-Recco e per le corse di collegamento con le frazioni di Sessarego e San Bernardo gestite da AMT (Genova).
- Fermata autobus
- Parcheggio taxi